# Олимпийский стадион Нилтона Сантоса
Олимпийский стадион Нилтона Сантоса (порт. Estádio Olímpico Nilton Santos), до 2015 года — Олимпийский стадион Жоао Авеланжа (порт. Estádio Olímpico João Havelange), также широко известен под названием «Энженья́н» (порт. Engenhão) — стадион в Бразилии, расположенный в Рио-де-Жанейро. Находится в предместье Рио Энженьо-ди-Дентру и по нему получил своё название. На арене проходят соревнования по футболу и лёгкой атлетике.

## История
Первым матчем, состоявшемся на «Энженьян», стало противостояние между «Ботафого» и «Флуминенсе» в рамках чемпионата Бразилии 2007. «Ботафого» выиграл со счётом 2:1, за что клуб получил Кубок имени Жоао Авеланжа. Но трофей имени Валдира Перейры игроку, забившему первый гол на новом стадионе, получил Алекс Диас из «Флуминенсе».

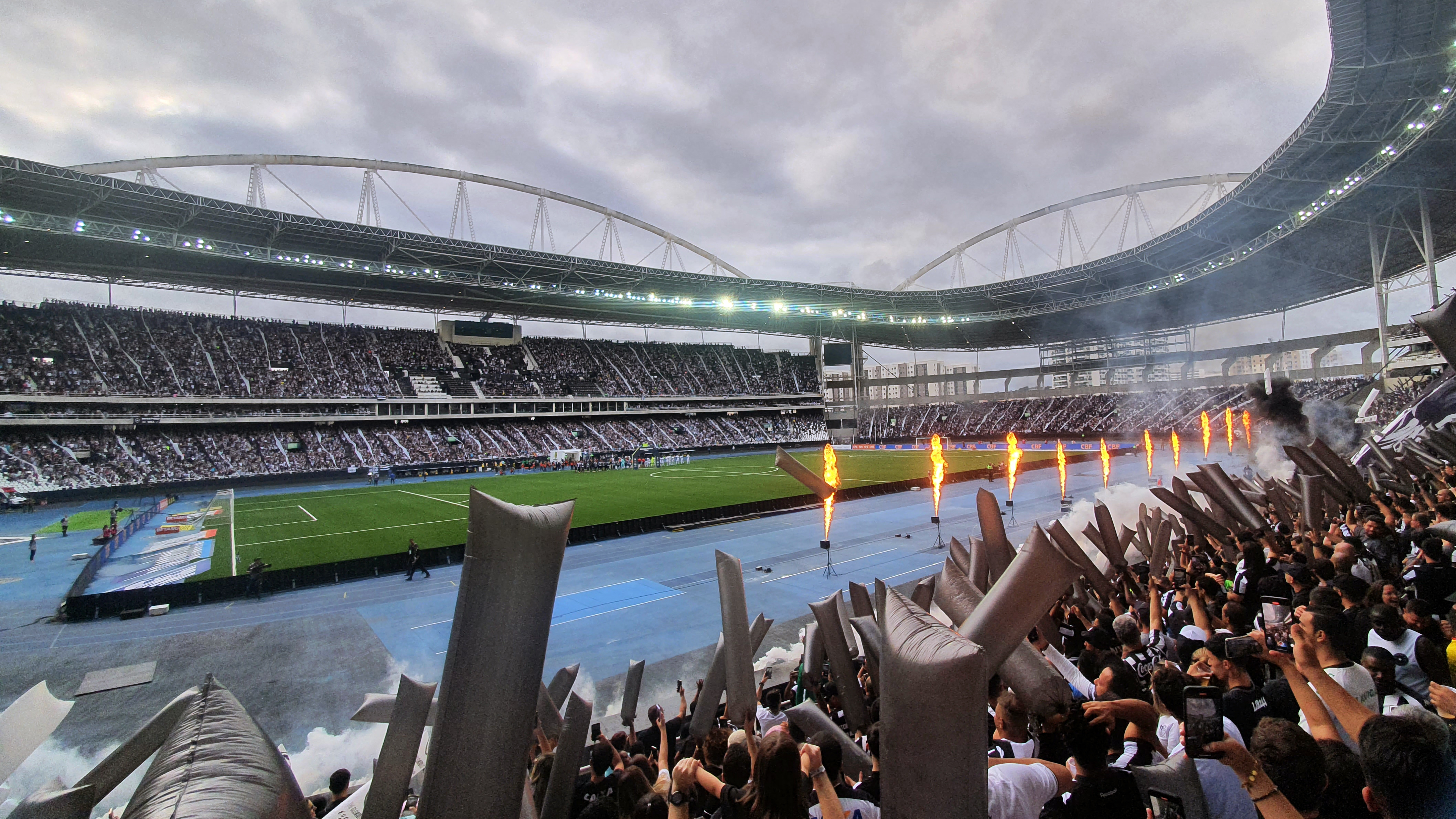
Внутри стадиона

3 августа того же года «Ботафого» заключил контракт с мэрией Рио-де-Жанейро об аренде стадиона до 2027 года. 11 августа случился неприятный эпизод с обвалом 15-метрового фрагмента навеса, но никто из болельщиков не пострадал.
Также в 2007 году стадион принимал матчи группового этапа Панамериканских игр.
10 сентября 2008 года на Олимпийском стадион Жоао Авеланжа впервые сыграла сборная Бразилии. Матч в рамках отборочного турнира чемпионата мира 2010 против Боливии завершился со счётом 0:0.
После того, как «Маракана» была закрыта на реконструкцию, с 2011 года Олимпийский стадион Жоао Авеланжа используют в качестве домашней арены также «Фламенго» и «Флуминенсе».
Принадлежит городу Рио-де-Жанейро, однако клуб «Ботафого» имеет соглашение об аренде стадиона до 2027 года. В год «Ботафого» выплачивает два миллиона долларов арендной платы. В 2015 году мэрия Рио-де-Жанейро разрешила «Ботафого» использовать название «Стадион Нилтона Сантоса» для собственных целей (в честь знаменитого защитника «Ботафого» и сборной Бразилии Нилтона Сантоса, умершего в 2013 году). Клуб инициировал и процедуру официального переименования стадиона, но сначала оно было отклонено. Решением от 13 февраля 2017 года стадион был официально переименован в «Олимпийский стадион Нилтона Сантоса».
Во время летних Олимпийских игр и Паралимпийских игр 2016 года в Рио-де-Жанейро стадион принимал соревнования по лёгкой атлетике и предварительные матчи футбольного турнира. Во время этих соревнований вместимость стадиона была увеличена до 60 000 зрителей.